# Mohamed Ben Allal
 (juillet 2023).
Mohamed Ben Allal, né en 1924 à Marrakech, est un peintre, notamment à la gouache.

## Biographie
Mohamed Ben Allal, né en 1924 à Marrakech, peint à partir de ses souvenirs d'enfance et de sa vie quotidienne, en y mêlant des histoires avec le style fortement poétique et coloré d'un conteur oriental.